# Monroe (Utah)
Monroe je město v okresu Sevier County ve státě Utah ve Spojených státech amerických. K roku 2010 zde žilo 2 256 obyvatel. S celkovou rozlohou 9,2 km² byla hustota zalidnění 206,5 obyvatel na km².